# Miroslav Krleža
Miroslav Krleža, hrvaški pisatelj, dramatik, pesnik, esejist in enciklopedist, * 7. julij 1893, Zagreb, † 29. december 1981, Zagreb.
Miroslav Krleža je po mnogih ocenah največji hrvaški književnik 20. stoletja. Rojen je bil v meščanski družini nižjega srednjega družbenega razreda (to obdobje je opisal v proznem delu »Djetinjstvo u Agramu« (1902–1903)). Obiskoval je vojaško kadetsko šolo v Pécsi (Madžarska), med I. svetovno vojno je pod vplivom jugoslovanske integralistične ideologije odšel v Srbijo.
Bil je član Slovenske in Hrvaške akademije znanosti in umetnosti.

## Življenjepis
Miroslav Krleža se je rodil leta 1893 v Zagrebu v civilni družini nižjega srednjega socialnega statusa (obdobje, opisano v impresivni prozi »Otroštvo v Agramu«). Obiskoval je klasično gimnazijo v Zagrebu in maturiral leta 1909. Obiskoval je vojaško kadetsko šolo v Pécsu, tik pred prvo svetovno vojno, med balkanskimi vojnami, pa je pod vplivom jugoslovanske integralistične ideologije pobegnil v Srbijo. Leta 1913 je končal vojaški študij na Ludoviški akademiji v Pešti. V Srbijo je prišel prek Pariza in Soluna z namenom, da bi bil prostovoljec v srbski vojski. Osumljen je, da je vohun, so ga srbske oblasti izgnale. Vrnil se je v Avstro-ogrsko in bil aretiran v Zemunu na podlagi naloga za prijetje, ki ga je izdal Ludoviceum. Leta 1915 je bil mobiliziran kot domobranec in poslan na bojišče v Vzhodno Evropo (Galicija), kjer je doživel Brusilovsko ofenzivo. Kratek čas je bil na bojišču, preostanek vojne je zaradi slabega zdravja preživel v vojaških bolnišnicah in zdraviliščih, objavil pa je tudi prve literarne in časopisne članke.

### Medvojno obdobje
Po nastanku Kraljevine Srbov, Hrvatov in Slovencev se je Krleža, navdušen nad Leninom in sovjetsko revolucijo, vključil v komunistično gibanje novonastale države in razvil močno literarno dejavnost: takrat, skoraj do Radićevega atentata, je pisal v srbski ekavici, tako kot številni drugi od južnega unitarizma opiti hrvaški pisatelji (Šimić, Ujevič, Cesarec, Majer, Cesarič, Donadini, Andrić, ...). Že v poznih 1920-ih je bil prevladujoča osebnost v literarnem življenju jugoslovanske države in je nekatere najmočnejše dosežke na vseh področjih (poezija, roman, dramatika, esejistika, memoaristika, polemika in publicistika, romani) objavil v 1930-ih, v času krepitve desnih in levih totalitarizmov.
Ko se bliža druga svetovna vojna, Krleževa vera v komunizem slabi in upada: pojav, delno povezan z odporom do kanonov socialnega realizma, ki je postal obvezen v času zrelega stalinizma, še bolj pa v čistkah, v katerih je Stalin izkoreninil večino stare boljševiške garde in tudi vse Krleževe prijatelje, ki so končali kot izgnanci v komunistični obljubljeni deželi. Zgrožen nad vsemi možnostmi na politično-ideološkem meniju - od liberalno-imperialnih demokracij, ki so ga odvrnile zaradi protihrvaške mahinacije Antante, poznejših geopolitičnih manipulatorjev v Versaillesu, preko nacističnega in fašističnega totalitarizma, ki ga je označil za slepo ulico civilizacije, do komunistične diktature (začetno navdušenje nad načrtno družbo socialne in nacionalne pravičnosti je ob realnosti realnega socializma pojenjalo), je Krleža drugo svetovno vojno sprejel tako rekoč sam in se sprl z nekdanjimi tovariši iz komunistične partije, a so si ga vseeno želeli za podpredsednika AVNOJ.

### Druga svetovna vojna
Po razglasitvi NDH se je Krleža znašel v Zagrebu. Luigi Salvini, takratni kulturni ataše italijanskega veleposlaništva v Zagrebu, mu je ponudil prepustnico za Italijo, a jo je zavrnil, kot tudi odhod v partizane, ker mu je bilo vseeno, kot je rekel Krleža, ali ga »Dido (Eugen ) Dido Kvaternik)  ali Đido (Milovan Đilas) ubijejo«. Kmalu se je pokazalo, da mu oblast NDH ne grozi, ne glede na to, da je Krleža vse predvojno obdobje deloval s skrajno levih stališč. Oblasti NDH so Krleži zaradi vsenarodne sprave ponujale različne funkcije, ki pa jih je vse zavrnil. Poglavnik Ante Pavelić mu je 23. septembra 1943 ponudil mesto intendanta HNK, nakar je zavrnil mesto profesorja hrvaške književnosti na Univerzi v Zagrebu in vodstva v Univerzitetni knjižnici. Krleža noče sodelovati, ko ga k temu izrecno povabi minister za šolstvo in bogoslužje Mile Starčević. Mile Budak, ki se je s Krležo večkrat osebno srečal in je imel do njega več kot zaščitniški odnos vso vojno, je ponudil, da bi revijo Hrvatska urejala v nevtralnem duhu v nevtralni Švici. Krleža je tudi to zavrnil. Krleža se je med vojno večkrat zatekel k zdravniku Đuru Vranešiću, ki je bil brutalno ubit v čistkah novega komunističnega režima in ki ga tudi Krleža ni uspel rešiti. Titovemu posredniku in kiparju Antunu Augustinčiću je Krleža povedal, da ostaja na partijski liniji, a predvojno prijateljstvo s Titom mu je po vojni dobesedno rešilo življenje. Krleža je pisal tudi med vojno in snoval svoje dnevniške zapise za dramo Aretej.

### Socialistična Jugoslavija
V ozračju nekakšne liberalizacije je leta 1950 ustanovil Jugoslovanski leksikografski zavod, današnji Leksikografski zavod Miroslava Krleže, tako rekoč edino »jugoslovansko« ustanovo s središčem na Hrvaškem ter z govori in referati deluje kot promotor umetniške svobode in osvoboditve od omejitev socialnega realizma. Leta 1961 je bil eden od ustanoviteljev revije Razreda za književnost HAZU (Hrvaška akademija znanosti in umetnosti) Foruma. Leta 1967 je podpisal Deklaracijo o imenu in položaju hrvaškega knjižnega jezika. Po podpisu deklaracije je moral Krleža odstopiti s položaja v Centralnem komiteju Zveze komunistov Hrvaške (CK SKH), potem ko naj bi bila v tem dokumentu izražena jugoslovanska komunistična gonja za "nacionalizmom". A brez njegove podpore bi bila Deklaracija težak projekt: Krleža je bil še vedno osebni prijatelj Josipa Broza Tita in je bil redka oseba, ki je lahko družbeno »preživela« kritike močnega Vladimirja Bakarića s parlamentarne govornice na račun poslancev. podpisnikov deklaracije; kritika, ki je večino podpisnikov stala družbene degradacije, brez Krleževega pokroviteljstva pa bi podpisnike zagotovo preganjali. V času hrvaške pomladi je simpatiziral z zahtevami pomladi, a se je umaknil, ko je postalo jasno, da se je Tito odločil razbiti hrvaško narodno gibanje (Krležev edini uspešen poseg je bilo znižanje Tuđmanove zaporne kazni). Do konca življenja je delal na Leksikografskem zavodu, zadnja leta pa je bil slabega zdravja in napol paraliziran. To obdobje Krleževega življenja je izčrpno predstavljeno v nekonvencionalnih večzavednih monografijah Enesa Čengića.

## Literarno ustvarjanje
Krleža je ustvaril ogromen opus (po različnih ocenah njegova zbrana dela obsega med 50 in 80 zvezkov), ki zajema tako osrednje literarne in umetniške zvrsti kot netipične ali obrobne zapise (enciklopedične zapise, korespondenco na različne teme, potopise, ...) . Zgodnji vplivi vključujejo skandinavske dramatike, kot sta Henrik Ibsen in August Strindberg ter filozof Friedrich Nietzsche, ki so se jim kasneje pridružili proza in poezija Krausa, Rilkeja in romaneskno delo Prousta. Čeprav je pogosto izražal odpor in prezir do Dostojevskega, se v mrzličnih dialogih Krleževih romanov in dram kaže sled ruskega pisatelja, pa tudi impresionizem in ekspresionizem, ki sta v prvih dveh desetletjih 20. stoletja prevladovala na nemško govorečem prostoru.
Čeprav je izšlo že več edicij, še vedno ni nobene, ki bi zajemala celoten Krležev opus. Poleg tega tak morebiten poskus ovira dejstvo, da je avtor sam ves čas posegal v svoja že objavljena dela.

### Poezija
Krležev pesniški opus je čista izjema od njegovega lastnega izreka: »Kdor je spodletel na vseh področjih življenja, se mora ukvarjati s poezijo in politiko«. Res je, začelo se je z glagolskimi, Whitmanovimi in Verhaernovimi panteistično vzvišenimi »simfonijami« (»Pan«, 1917, »Tri simfonije«, 1917), nabreklim besednim ognjemetom, ki naj bi puščal vtis ekstatičnega veselja do življenja v kateri se posameznik izgubi v, zanj osvobajajočih, ritmih kozmosa. Vendar je bil rezultat daleč od pričakovanega (kot so ugotovili drugi vitalistični panteisti, ki so takrat pustošili po literarni Evropi): polomljena sintaksa, številne bizarne asociacije in šepavi ritmi so pripeljali srbskega pesnika in kritika Simo Pandurovića do ironičnega komentarja o nekem Krleževem verzu, v katerem na značilen groteskno-hiperbolični način oznanja uničenje lastnih možganov: »Ne dvomimo, da bo gospod Krleža uspel v svojih namerah!«
Tej fazi so sledila zrelejša dela, objavljena v štirih zbirkah v letih 1918 in 1919 ter v liričnih delih zgodnjih 1930-ih. Za ta dela lahko rečemo, da kažejo vpliv srednjeevropske protivojne poezije in ekspresionistične poetike. Dominantna senzibilnost je paradoksalna mešanica otopele odtujenosti in sočutja; najboljše pesmi so nabite s podobami družbene bede in v njih tečejo asociativni tokovi, ki v središče pesniške podobe vrtinčijo več različnih miselnih in čutnih vozlišč. Splošni vtis tega dela Krleževe poezije je zrelost, v kateri se hiperrazdražena senzibilnost mladeniča z zgodnjim nacionalističnim literarnim kompleksom iz zgodnje faze preoblikuje v močan in impresiven lirični korpus modernistične pristranskosti – korpus, v katerem vplivi različnih (dadaizem, nadrealizem, formalizem, ekspresionizem, ...).
Vendar pa je nedvomno največji Krležev pesniški dosežek vizionarski pesniški kompendij »Balade Petrice Kerempuha«, 1936. Avtor se je na to delo dobro pripravil: njegovo glavno branje je bil Belostenčev monumentalni Gazofilacij, pa tudi vrsta hrvaških pisateljev, ki so pisali v kajkavščini, vključno Vramac, Pergošić, Habdelić in Brezovački. Krleža je v »Baladah« ustvaril svoj jezik, jezik, ki se ni nikoli nikjer govoril in pisal; popoln hibridni instrument temeljno kajkavskega idioma, v katerega so virtuozno in funkcionalno vtkani latinski, madžarski, nemški, hrvaški, štokavski, italijanski in drugi leksemi in slogi. Celotne kompozicije ne moremo označiti kot pesem, niti pesniško dramo, niti na kakršen koli običajen način. V tem delu prevladuje z največjim številom pesmi glas in vizija hrvaškega plebejskega »preroka« Petrice Kerempuha, v avtorjevi zavesti utelešenja družbeno in narodno poteptane ljudske Hrvaške; tematika je raznolika, prevladujejo pa podobe krvi, mučenja, uničenja, ..., pa tudi motivi izdaje, prodaje, veleizdaje, raznarodovanja ..., medtem ko je seštevek dela "Planetarij", dolga pesem, ki povzema vse glavne hrvaške mite in like zadnjih 500 let, od bitk s Turki do Starčevića in Supila, od Križanića in Gundulića do Strossmayerja. Pri natančnejšem branju se razkrije tako odsotnost modernejših pojavov (npr. Radić), kot tudi neobstoj posegov v predturško preteklost. Vendar je to mogoče razložiti z dejstvom, da »Balade« niso nameravale vključevati vsehrvaške zgodovinske izkušnje, ampak so se večinoma omejile (kar je logično, če vzamemo idiom, v katerem so bile napisane) na globoko doživeto in čustveno nasičeno upodobitev severnohrvaškega kompleksa in njegove socialno-nacionalne golgote. "Balade" so neprevedljive v hrvaški knjižni jezik in težko prevodne v tuje jezike, tako radikalno nacionalna kot univerzalna knjiga: mitografija tragičnega človeškega kozmosa, ki se tokrat ne uteleša v dogodivščinah kraljev in plemičev, ampak v stoletjih izkušenj poteptanega hrvaškega ljudskega kolektiva.

### Drame
Miroslav Krleža je svojo izjemno ustvarjalno energijo posvetil dramski zvrsti, kar ne preseneča, če upoštevamo njegovo mladostniško navdušenje nad dramsko literaturo (predvsem skandinavsko), pa tudi njegovo angažiranost (družabno življenje, poroka, poznanstva) v gledališkem okolju, ki ga je nenehno privlačilo.
Čeprav obstajajo različne periodizacije Krleževe dramatike, je očitno, da se je v prejšnji fazi (»Kraljevo«, 1918, »Kristofor Kolumb«, 1918, »Michelangelo Buonarrotti«, 1919) prometejsko-titanski svetovni nazor izražal v likih junaških vitalistov, pa tudi groteskni karnevalski sotis v množicah. Sam odrski rokopis je na sledi prvih ekspresionistov, Nemcev, celo pred njimi. »Kraljevo« je morda prva ekspresionistična drama v Evropi. V teh dramah je torej izrazito pod vplivom ekspresionizma in eksperimentalnih gledaliških tokov (poigravanje z zvoki, osvetlitev, preganjanje in pretepanje na odru, retorika likov, ki je bolj podobna deklamacijskim političnim razglasom); skratka, to so eksperimentalna dela, ki ob prikazovanju zgodovinskih osebnosti iz renesančnega okolja jasno izražajo pisateljevo vero v prihodnost komunistične revolucije v Rusiji (navsezadnje je bil dokaj pogost pojav v Evropi takoj po prvi svetovni vojni kombinacija gledališkega eksperimentiranja in levičarske radikalne ideologije).
V drugem delu ustvarjanja piše igrive in energične igre z nekaterimi ekspresionističnimi dejanji, vendar v funkciji realističnega prikaza družbenih in narodnih pretresov v zadnjih dneh Avstro-ogrske in nastanka nove države (Galicija, 1922, Golgota 1922, "Vučjak", 1923).
Tretji del pisateljevega dramskega opusa je tudi najbolj znan: v ciklu o Gospoda Glembajevi se je avtor vrnil k skandinavskim naturalistično-simbolističnim modelom svoje mladosti. Pri prikazovanju padca in razpada družine Glemabajev, bogatašev in drugih osebnosti iz višjega sloja, je Krleža glede na energijo in sistematičnost, ki jo je vložil v trilogijo (V agoniji, 1928, Gospod Glembaj 1928), Leda, 1932), ustvaril nekoliko nenavaden korpus. Vsekakor močan dosežek psihološkega naturalizma, najslavnejši dramski cikel pisatelja je slogovni anahronizem: Krleža je v dobi radikalne eksperimentalne poetike, ki sega od Pirandela preko Brechta do povojnega Ionesca in Becketta, zanemaril gledališko inovativnost in se vrnil k predčehovskim vzornikom. Motivi za to ostajajo nejasni, verjetno pa so povezani s pisateljevim pristopom do meščanstva, ki je lažje vsrkalo bolj konvencionalno dramaturško poetiko. Ali bolj jasno, Krleža se je verjetno zaradi pritiska okolja po mladostnem vzponu vrnil v provincialne razsežnosti. Pomembno je poudariti, da je to edini del Krleževega ustvarjanja, v katerem po impresivnem začetnem vzponu tematsko in slogovno zaostaja za glavnimi tokovi svojega časa (česar ne bi mogli reči za poezijo, romane, romane, esejistiko in spomini).
Avtorjev povojni opus sestavlja več iger, med katerimi sta najbolj znani Aretej 1959 in Salome 1963, dramske fantazije izven realističnega miljeja (mešanje prostorskih in časovnih načrtov, situacij in likov), ki problematizirajo politiko, vojno in zgodovino – poskuša s ponavljanjem vzorcev človeškega vedenja skozi zgodovino odkriti smisel človeškega življenja. Čeprav zahteven za izvedbo, je Aretej v režiji Georgija Para ena najpomembnejših predstav Dubrovniških poletnih iger.

### Novele in pripovedke
Krležev romaneskni korpus ostaja poleg Marinkovićevega in Andrićevega prevladujoč v hrvaški literaturi, po moči in univerzalnosti pa se izenačuje z znanimi romanesknimi cikli Thomasa Manna ali Alberta Camusa.
Pisateljev romaneskni opus je razdeljen predvsem na tri tematske cikle. Prvi predstavlja eno najboljših protivojnih proz, zbirka kratkih zgodb Hrvaški bog Mars, dokončana leta 1947 (čeprav je večina izšla v zgodnjih 1920-ih). Tema je nesmiselno trpljenje hrvaških domobrancev, poslanih v klavnico vzhodnega bojišča (Galicija), značilen pa je Krležev slog - kombinacija impresionizma in ekspresionizma, povišane retorike in melanholičnih meditacij. Prevladujejo naturalistični opisi vojaškega življenja in smrti, vse pa je potopljeno v vzdušje implicitnega komentarja, ki bi ga lahko označili za jezno in nepremagljivo. Vidna je že Krleževa levičarska usmeritev in upanje, da bo komunistična revolucija enkrat za vselej rešila probleme zatiranja in imperialnih osvajanj, kar je ena glavnih razlik med vojno in povojno prozo francoskih ali ameriških avtorjev, za katero je značilna brezizhodnost. in neumnosti. Zanimivost je tudi, da Hrvaški bog Mars ohranja hrvaško vojaško terminologijo, ki je ponovno prišla v uporabo z uresničitvijo suverene hrvaške države.
Drugi cikel je sestavljen iz t.i. novele malomeščanskega kroga, med katerimi izstopajo In extremis, Veliki mojster vseh lopov in Smrt prostitutke Marije. Ta cikel 11 ali 12 kratkih zgodb je bil zaključen leta 1948 in je bil večinoma napisan v 1920-ih. Najpogosteje se osredotočajo na konflikt med nevrotičnim hrvaškim intelektualcem, idealistično-subverzivno ideologijo in malomeščanskim okoljem (zato lahko rečemo, da v malem predstavljajo nekatere od obsesivnih tem poznejših romanov). Tretji del Krleževega romanesknega opusa obsega 11 novel in obravnava glembajevstvo oziroma finančni vzpon ter moralni propad pripadnikov visokega meščanstva. Te novele, povezane s podobnimi pripovedmi evropskih naravoslovcev na prelomu stoletja (a slogovno modernistične in izvirne), sodijo med najboljše evropske romanopisce tistega časa in so zagotovo najbolj intriganten in zanimiv del Krleževega romanesknega opusa.

### Romani
Krleževi romani so pisani v bujnem, »baročnem« slogu in jeziku, polnem novosti in spojin, bogati z esejističnimi pasažami v tradiciji srednjeevropskega intelektualnega romana (Robert Musil, Rainer Maria Rilke), a tudi z ruskimi romanesknimi idejami, značilnimi za Dostojevskega in nabit z dramskim delom, ki se prepletajo s kontemplativnimi odlomki o naravi človeškega obstoja, umetnosti, politike in zgodovine. Prevladuje eksistencialistična vizija človeške usode, izražena v povišani retoriki, pogosto prenapetih in prekinjenih dialogih ter hudourniku podob, zvokov in asociacij, ki mešajo glasove likov in avtorjev implicitni komentar. Krleževa dela so kot esejistični idejni romani blizu romanesknemu toku modernizma, ki prevladuje v nemški literaturi (Thomas Mann, Robert Musil), ločuje pa jih dramski zaplet in silovit vrtinec političnega dogajanja, ki ne dopušča odmaknjene intelektualizacije, zaradi česar Krleža bolj podoben Arthurju Koestlu ali Malrauxu.
Poleg nekoliko zanemarjenih romanov Trije kavalirji frajle Melanije in Hudičev otok so za Krleževo romaneskno umetnost reprezentativna štiri dela: Vrnitev Filipa Latinovicza, Na robu pameti, Banket v Blitvi in Zastave.
Vrnitev Filipa Latinovicza je roman o umetniku, ki ga pogosto povezujejo s proustovskim ciklom (Krleža je Prousta zelo cenil), a bližje resnici je dejstvo, da gre za protoeksistencialistično delo tuje senzibilnosti francoskega romanopisca: odtujenost in slabost, incestuozne spolne nagone in politični dialogi, ki se vodijo na meji histerije, razpad zavesti, izražen v gongoristično popačenih stavkih, ki pogosto kršijo pravila konvencionalne skladnje. To je še bolj očitno v satirično-političnih romanih. Na robu pameti je še bolj dinamična kombinacija dramskega dogajanja, izraženega v groteskno hipertrofiranih prizorih in dialoških dvobojih, lirsko-metafizičnih samoslovih in nenadnem vdoru kajkavščine kot moralnega sodnika vsega tistega kafkovskega morja, katerega tema je najbolj odporna človeška lastnost: neumnost.
Naslednji v nizu velikih romanov, napisanih na predvečer druge svetovne vojne (čeprav je bila njegova zadnja knjiga končana po vojni), je Banket v Blitvi, ki je postavljen v namišljeno baltsko državo in se osredotoča na totalitarizem in boj proti njemu. Ta, kot so jo nekateri poimenovali Pesem o politiki, ni le izjemen politični roman, ampak vsebuje tudi pomembna avtorjeva spoznanja in poglede na determinizem in svobodo v tkanju človeškega življenja in usode, prikazana v nepozabni lutkovni predstavi lutkovnega gledališča, še en pisateljev dolg srednjeveški in renesančni plebejski kulturi.
Četrti, najobsežnejši izmed Krleževih vidnejših romanov, Zastava, je hkrati najbolj hrvaški in najtežje prevoden ter najtežje vzpostavi komunikacijo s potencialnimi tujimi bralci. Ta hrvaška Vojna in mir ali summa krležiana (kot so jo poimenovali kritiki) je panorama hrvaške družbe pred prvo svetovno vojno in po njej ter daje avtorjevo končno sodbo o ekstazah in napačnih predstavah mladosti: predvsem o razpad Avstro-ogrske, hrvaško nacionalno vprašanje, nastanek in obstoj Jugoslavije ter vsebuje Krleževo filozofijo zgodovine.
Medtem ko prejšnji romani od bralca ne zahtevajo, da se potopi v ideološko-zgodovinski okvir, iz katerega je nastala jugoslovanska država, in na svoj način doseže bolj univerzalne in zavestno inovativne modernistične strukture, so Zastave napisane kot čisti monolog, v katerem pisatelj ne skrbi več za žanrske konvencije, niti za učinke privlačnosti do bralca. Tisti zadnji veliki roman je Krležev obračun sam s seboj. Zaplet, ki se začne z arhetipskim konfliktom med očetom in sinom Emeričkim, v svojem poteku pogoltne konvencije, žanre in sloge – vse z namenom bolj plastične predstavitve jugoslovanske ideologije in hrvaške usode v prelomnih trenutkih prvih dveh desetletij 20. stoletja.
Krleža je bil pogosto (seveda, medtem ko je imel status državnega pisatelja v SFRJ, na skrivaj) kritiziran, da se ni javno distanciral od komunističnega totalitarizma in da se nenehno vrača k »avstro-ogrski tematiki«. Ta ocena je nepravična in površna. Avtor se je v političnih romanih ukvarjal s totalitarizmom vseh barv. Njegovo spoznanje, da je Jugoslavija za hrvaško nacionalno usodo (kot ideja) pomembnejša od komunizma (kot ideje), je več kot dovolj potrdilo bližnjo preteklost. V Zastavi je bila vsaka ideja o Jugoslaviji temeljito uničena, zato so nagrade, ki jih je roman prejel v času SFRJ, le znak pisateljevega statusa nedotakljive veličine in mešanice plitkosti in nezainteresiranosti takratne politične in kulturne elite, ki verjetno ni opazila vse subverzivne moči Zastave. Nabita s politično zgodovino, nepozabnimi liki in situacijami, ki problematizirajo hrvaško, srbsko, makedonsko in albansko narodno usodo, je Zastava hkrati nagrobnik Jugoslavije in razmislek o usodi narodov, ki so sestavljali to skupnost.

### Eseji
Krležev esejistični opus je obsežen (sestavlja morda 30 % in 50 % njegovega dela), izjemno pester in bogat ter osrednjega pomena za avtorja. Dedič in protagonist srednjeevropske tradicije intelektualiziranega esejistike (kot najdemo na primer pri Krausu in Rilkeju, pisateljih, ki sta močno vplivala na Krležo), je pisatelj v esejistiki celotne svoje proze pogosto brisal meje med žanri: tako se miselno-esejistični odlomki pojavljajo v romanih in novelah, predvsem pa v dnevnikih in potopisih. Krleža je kot človek izjemno širokih interesov v svoje esejistiko vključeval politiko, glasbo, literaturo, likovno umetnost, družbene pojave ter velikane evropske kulture, zgodovine, medicine, filozofije in drugih področij humanistike in družboslovja. Nekatere izdaje pisateljevih esejev vključujejo ogromen korpus Krleževih zapiskov o leksikografski problematiki (ko je bil direktor Leksikografskega zavoda), objavljenih pod naslovom Marginalia lexicographica in vrsto opazovanj o vsem in vsem, natisnjenih v več zvezkih Panorama pogledov, pojavov in pojmov. Eseji so bili objavljeni bodisi kot posebne knjige Evropa danes (1935), Deset krvavih let (1937), Eppur si muove (1938), Knjiga študij in potopis (1939) in polemična Dialektični anti-Barbarus in Moje soočenje z njimi (1939, 1940), številna druga besedila pa so se pojavila v izdajah z naslovom samo Eseji.
V tako bogatem, prav obsežnem opusu so očitne naslednje značilnosti: slog je značilen za Krležo, razposajen in gongorističen, pogosto preobremenjen z neologizmi in bliskovitimi asociacijami; enciklopedična inteligenca pisateljev suvereno išče številne različne pojme in jih povezuje v asociativne povezave; kar nekaj esejev sodi v mešani žanr, ker se v njih pojavljajo dramski in poetični fragmenti.
Krleža je v besedilih, posvečenih glasbenikom, pisateljem, slikarjem, zgodovinskim osebnostim (Chopin, Petar Dobrović, Proust, Erazem Rotterdamski, Paracelzus, ..), podal velike portrete osebnosti, postavljenih v kontekst časa in dominantne kulture. Besedila so prenasičena z estetsko občutljivostjo, tudi ko piše o razmeroma prozaičnih pojavih. Bolj problematični so avtorjevi eseji o politiki in zgodovini: študije o hrvaški nacionalni usodi, o osebnostih Supila in Radića so mojstrske in po vrednosti bolje osvetljujejo številna vozlišča narodne preteklosti in problematike kot strokovna historiografska dela. Besedila o svetovni politiki, škandalih (afera Stavisky) in ideologijah (Brest-Litovsk, Lenin, polemika o družbeno angažirani umetnosti) nihajo: pogosto prepletena z briljantnimi spoznanji, jih močno oslabi Krleževa fiksacija leninizma in komunistične ideologije. Pisatelj ni nikjer problematiziral marksistične ideologije ali sovjetske totalitarne prakse, zato lahko za ta del njegovega dela rečemo, da je v veliki meri zastarel, v marsičem pa tudi smešen kot primer politične kratkovidnosti, pristranskosti in dogmatizma. Res je, da je Krleža napadel dogmatizem komunistične partije v umetniških zadevah, vendar se o totalitarizmu komunističnega svetovnega nazora nikoli ni resno spraševal.
Krleževi eseji sodijo med vrhunska dela te zvrsti v svetovni književnosti. Najboljši so v tistih delih, kjer avtor daje duška svoji estetski občutljivosti in ustvarja impresivne, včasih kvazidramatične, včasih impresionistične študije s področja hrvaške nacionalne problematike, umetnosti in evropske kulture. Dela filozofskih, ekonomskih in analitičnih pretenzij, v katerih avtor poskuša razčleniti različne ideološke probleme (psihoanaliza, različni metafizični sistemi), so vidno šibkejša. Čeprav je bil Krleža zelo načitan in informiran, je bil predvsem umetniški, ne pa filozofsko-analitični intelekt, zato so ta dela bistveno slabša od študij njegovega vzornika Krausa. Glede pisateljevih političnih esejev, posvečenih svetovni politiki, je še bolj vidna dihotomija med sijajnimi vpogledi v politične mahinacije medvojnega obdobja in apologetiko komunistične ideologije. Krležev esej vsebuje hkrati izjemne vrednote, predvsem umetniške, kulturne in nacionalne tematike, pa tudi dobršen del drugorazrednega pisanja, večinoma o politično-ideoloških in versko-metafizičnih vprašanjih.

## Zaključek
Eno od vprašanj, ki si ga pogosto zastavljajo poznavalci pisateljevega dela, je: zakaj Krleža ni bolj znan in priznan v svetu? Odgovor na to vprašanje je hkrati odgovor na vprašanje celotnega Krleževega opusa, ki ga mnogi zaznavajo: v sprejemu Krleževega dela se je združilo več negativnih dejavnikov, katerih kumulativni učinek je bila nezadostna afirmacija hrvaškega pisatelja. Glavna je tudi najbolj očitna – »marginalnost« in majhen vpliv hrvaškega jezika, o čemer posredno pričajo primeri, kot so Andrić in razni skandinavski, japonski ali poljski pisatelji, ki so dobili Nobelovo nagrado, a vseeno ni pomagalo da bi vstopili v splošno sprejet svetovni kanon berljivih klasikov. Drug pomemben dejavnik je stanje v t.i. Zwischeneuropi ali Srednji in Jugovzhodni Evropi – območje, kjer tudi veliki pisci, ki pišejo v velikem jeziku, kot je nemščina (npr. Karl Kraus ali Hermann Broch), težko pridobijo splošno priznanje in ostanejo v najboljšem primeru omejeni na specialistične študije. Niti v središču Zahoda (Francija, Anglija, ZDA), niti dovolj eksotičnih (Rusija, Latinska Amerika), pisatelji od Avstrije do Poljske, katerih glavna značilnost je intelektualiziran esejizem v vseh oblikah proze, ostanejo deloma zaradi sivine in slabosti subjekta, še bolj pa zaradi zahtevnosti obdelave, premalo sprejeti in znani.
Dosedanja politična angažiranost pisatelja je večinoma negativno vplivala na vrednotenje njegovega dela, saj je v ospredje postavil družbeno razsežnost in samoustvarjeno »podobo« Krleže kot ikonoklasta in revolucionarja. Ker pa je čas pokopal komunistično ideologijo in vanjo vtkane Krleževe iluzije, je njegov opus v veliki meri ostal v senci politizacije, šele v zadnjem času pa je dobil bolj realistično oceno, ki se postopoma osvobaja ideologizacije.
Krleža je po več kriterijih zagotovo eden največjih evropskih in zahodnih pisateljev 20. stoletja, predvsem v zvrsteh poezije (Balade Petrice Kerempuha), romana (Na robu pameti), esejistike (Eseji) in dnevniško-memoarske proze (Starodavni dnevi). Do tega zaključka ni težko priti, če primerjamo umetniški domet njegovega pisanja z dosežki veliko bolj priznanih sodobnikov Thomasa Manna, Virginie Woolf, Alberta Camusa, Williama Faulknerja ali Aleksandra Solženicina.
Na koncu velja omeniti izjemno pomembno Krleževo delo na področju enciklopedike, kjer je v sodelovanju z Matom Ujevićem in po njegovih stopinjah ustanovil Leksikografski zavod, ki se danes imenuje Krleža, Akademija in univerza, ena izmed treh ali štirih glavnih kulturnih institucij Sveta. hrvaški narod.